# Golconda (Nevada)
Golconda – jednostka osadnicza w Stanach Zjednoczonych, w stanie Nevada, w hrabstwie Humboldt.